# Markus Winkelhock
Markus Winkelhock (Bad Cannstatt, 13 de junho de 1980) é um automobilista alemão.

## Carreira

### Início
Filho de Manfred Winkelhock (1952 - 1985) e sobrinho de Joachim Winkelhock, pilotos de Fórmula 1 na década de 80, Markus disputou e venceu corridas em categorias como Fórmula Konig, Fórmula Renault Alemã e na Fórmula Renault européia, entre 1998 a 2000.

### F-3 Alemã

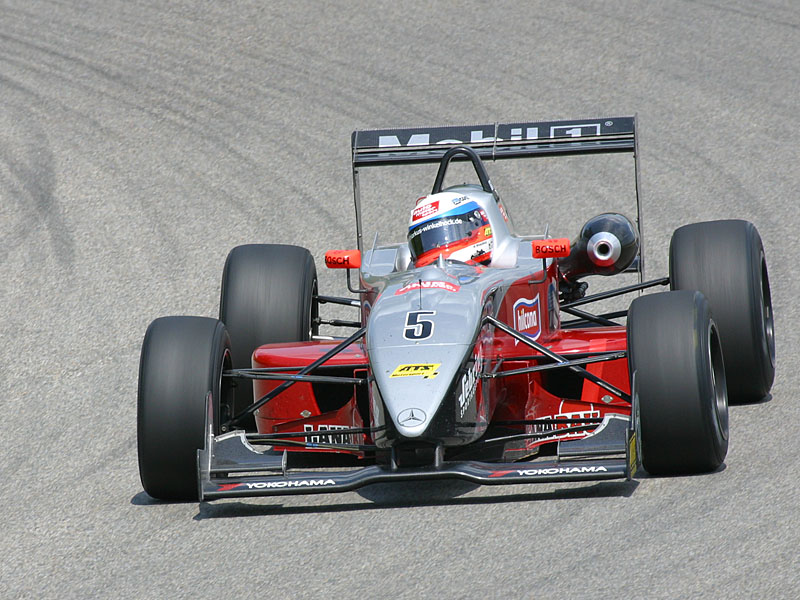
Markus Winkelhock pilota um carro da F-3 alemã em 2002.

A partir de 2000, Winkelhock sobe para a Fórmula 3. Após passagem pela DTM, em 2005 obtém sua melhor temporada obtendo o 3o.lugar na World Series by Renault.

### Fórmula 1: Midland e Spyker
Em 2006, ele é anunciado como piloto de testes da Midland F1 Racing. Já em 2007, como piloto de testes da equipe Spyker. No mesmo ano torna-se, por uma prova, piloto titular da mesma, devido à demissão de Christijan Albers.
No Grande Prêmio da Europa em Nürburgring, que foi a sua única participação na categoria, Markus liderou a prova após ser o único piloto a largar com pneus de chuva, mesmo com a pista seca. Depois, veio o dilúvio e a "dança" nos boxes. Mesmo com pneus de chuva, os carros não conseguiam se segurar na pista, o que obrigou a direção de prova a interromper momentaneamente a prova. Na relargada com o Safety car, Winkelhock foi logo ultrapassado. Ele abandonou a corrida mais tarde por problemas de motor, mas a corrida foi um momento marcante para o alemão. Foi a primeira e única vez que a Spyker liderou um GP de Fórmula 1. Chegou, inclusive, a colocar uma volta sobre o inglês Lewis Hamilton, da McLaren.
Apesar da boa estreia, Markus foi substituído por Sakon Yamamoto, retornando a sua antiga função de piloto de testes. 

### DTM

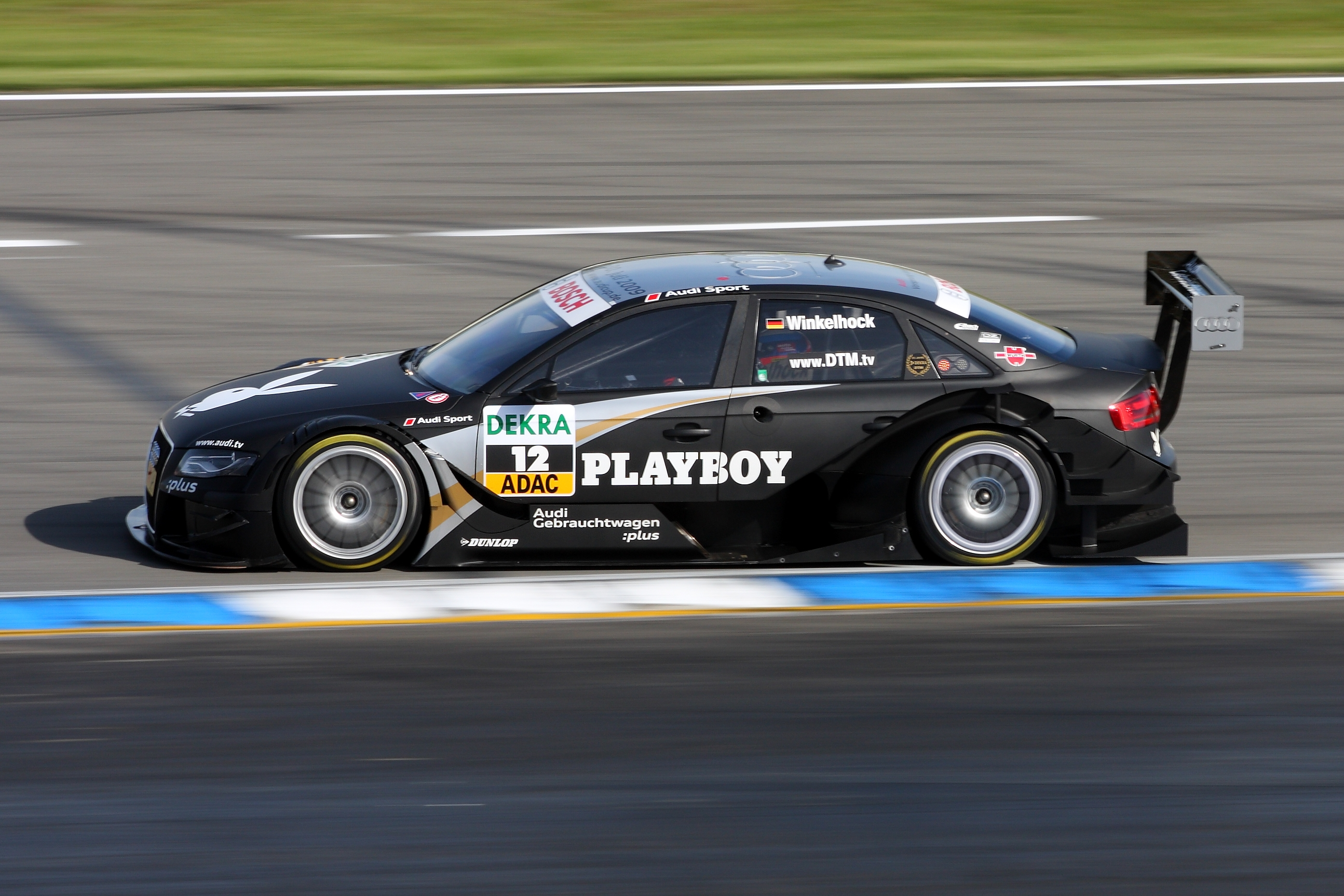
Carro de Winkelhock na DTM em 2009.

Após este caso Markus entrara na DTM e lá fora obrigado a correr com motores Boxer 1600cc (os mesmos do VW Fusca), pelos mesmos motivos.
|      | Equipe                      | Chassis       | Motor               | 1   | 2   | 3   | 4   | 5   | 6   | 7   | 8   | 9   | 10      | 11 | 12 | 13 | 14 | 15 | 16 | 17 |
| ---- | --------------------------- | ------------- | ------------------- | --- | --- | --- | --- | --- | --- | --- | --- | --- | ------- | -- | -- | -- | -- | -- | -- | -- |
| 2007 | Etihad Aldar Spyker F1 Team | Spyker F8-VII | Ferrari 056H 2.4 V8 | AUS | MAL | BAR | ESP | MON | CAN | EUA | FRA | GBR | EUR Ret |    |    |    |    |    |    |    |